# Park Narodowy Rwenzori Mountains
Park Narodowy Rwenzori Mountains – park narodowy położony w południowo-zachodniej Ugandzie. Park został utworzony w 1991 na powierzchni 996 km². W 1994 Park Narodowy Rwenzori Mountains został wpisany na listę światowego dziedzictwa UNESCO.

## Flora
Na dużą różnorodność i bujność roślinności parku narodowego wpływa kilka czynników: podłoże szczególnie bogate w minerały, wysoka wilgotność powietrza, stała temperatura i wysoki poziom promieniowania ultrafioletowego. Masyw górski Rwenzori, wokół którego rozciąga się park narodowy z sawannami, lasami tropikalnymi i terenami bagnistymi, należy do nielicznych miejsc w Afryce pokrytych w najwyższych partiach lodem i śniegiem. Jego najwyższy szczyt to Góra Stanleya (5109 m n.p.m.), trzecia pod względem wysokości góra Afryki. Klimat i roślinność, a co za tym idzie i krajobraz, zmieniają się tu w zależności od wysokości. W dolinach oraz odnogach Rwenzori rozciągają się rozległe tereny bagniste, a wysokie rośliny, takie jak choćby papirus, stają się naturalną tarczą ochronną dla żyjących tu słoni afrykańskich. Powyżej 1500 metrów rosną wysokopienne lasy. Na wysokości 2500 metrów zaczynają się gęste zarośla bambusowe – naturalne środowisko lamparta, ponad nimi znajdują się partie tropikalnych lasów spowite nieustanną mgłą. To właśnie obszar występowania gigantycznych roślin.

## Fauna
Na terenie parku występują: słoń afrykański, nosorożec, bawół afrykański, antylopa, koczkodan rudy, okapi leśne, lemury, gazela. Najsłynniejszym mieszkańcem tych lasów jest endemiczny goryl górski.